# Coppa del Mondo di sollevamento pesi 2024
La Coppa del Mondo di sollevamento pesi 2024 si è svolta a Phuket, in Thailandia, dal 31 marzo all'11 aprile 2024 al Phuket Rajabhat University Hall, ed è stato l'ultimo evento valido come torneo di qualificazione per i Giochi della XXXIII Olimpiade di Parigi del 2024.
È stata la 4ª edizione della manifestazione con la nuova formula di competizione, analoga ai campionati mondiali; complessivamente, la 18ª maschile e 7ª femminile considerando anche le edizioni disputate dal 1980 al 1994.
La scelta della sede è avvenuta il 17 maggio 2023. La competizione, oltre ad avere un proprio logo, ha anche un motto, "Unlocking the secret" ("Svela il segreto"); la mascotte è la tartaruga marina Tao Nu.

## Trofei in palio
Oltre alle classiche medaglie d'oro, d'argento e di bronzo, a differenza dei campionati mondiali vengono assegnati i trofei: individualmente, ai venti atleti (sia maschili che femminili) classificatisi al primo posto in ciascuna gara e inoltre alle prime sei squadre classificate, sia maschili che femminili. In neretto sono indicate le 10 categorie (5 maschili e 5 femminili) valide come torneo di qualificazione per i Giochi olimpici di Parigi 2024.
Categorie maschili
| Categoria            | Eventi         | Atleti | Gruppi |
| -------------------- | -------------- | ------ | ------ |
| Pesi mosca           | Fino a 55 kg   | 7      | 1      |
| Pesi gallo           | Fino a 61 kg   | 29     | 3      |
| Pesi piuma           | Fino a 67 kg   | 10     | 1      |
| Pesi leggeri         | Fino a 73 kg   | 43     | 4      |
| Pesi medi            | Fino a 81 kg   | 8      | 1      |
| Pesi massimi leggeri | Fino a 89 kg   | 38     | 4      |
| Pesi mediomassimi    | Fino a 96 kg   | 11     | 1      |
| Pesi massimi primi   | Fino a 102 kg  | 42     | 4      |
| Pesi massimi         | Fino a 109 kg  | 8      | 1      |
| Pesi supermassimi    | Oltre i 109 kg | 35     | 3      |

Categorie femminili
| Categoria            | Eventi          | Atlete | Gruppi |
| -------------------- | --------------- | ------ | ------ |
| Pesi mosca           | Fino a 45 kg    | 7      | 1      |
| Pesi gallo           | Fino a 49 kg    | 32     | 3      |
| Pesi piuma           | Fino a 55 kg    | 13     | 1      |
| Pesi leggeri         | Fino a 59 kg    | 48     | 4      |
| Pesi medi            | Fino a 64 kg    | 12     | 1      |
| Pesi massimi leggeri | Fino a 71 kg    | 41     | 4      |
| Pesi mediomassimi    | Fino a 76 kg    | 10     | 1      |
| Pesi massimi primi   | Fino a 81 kg    | 36     | 3      |
| Pesi massimi         | Fino a 87 kg    | 9      | 1      |
| Pesi supermassimi    | Oltre gli 87 kg | 20     | 2      |

## Nazioni partecipanti
Il 31 dicembre 2023 viene diffusa la lista preliminare degli atleti iscritti ai campionati, in numero massimo di 20 per ciascuna nazione sia maschili che femminili, mentre il 17 marzo 2024 è diffusa la lista finale degli atleti partecipanti ai campionati, in numero massimo di 12 più 2 riserve per nazione sia maschili che femminili, che sono 459 (231 uomini e 228 donne) rappresentanti di 110 nazioni (88 paesi per le categorie maschili e 82 paesi per le categorie femminili). È da rilevare che il 29 marzo 2024 si ritirano dalla competizione sette atleti e ne subentrano altri quattro.
Per la riammissione, avvenuta il 28 marzo 2023, da parte del CIO degli atleti russi e bielorussi nelle gare individuali delle competizioni internazionali senza inno e sotto una bandiera neutrale, implementata dall'IWF, alcuni atleti bielorussi gareggiano con l'acronimo AIN ("Atleti Individuali Neutrali"). Nessun atleta russo ha accettato di partecipare da neutrale e nessuna bandiera è stata utilizzata per la delegazione, neppure quella dell'IWF.
In questa edizione è presente la squadra di sollevatori rifugiati, creata dall'IWF l'11 febbraio 2023, composta da due atleti (un uomo e una donna), indicata con l'acronimo WRT ("Weightlifting Refugees Team"), il nome ufficiale IWF Refugee Team con l'adozione della bandiera dell'IWF e l'esecuzione del nuovo inno della stessa Federazione (al posto dell'inno olimpico) nelle cerimonie di premiazione, presentato il giorno precedente l'inizio delle competizioni.
La piattaforma di gara è situata al Phuket Rajabhat University Hall, mentre la sala per gli allenamenti, svoltisi dal 28 marzo all'11 aprile in base a un calendario prestabilito, è situata al Khunlertpokharak Conference Room.
- Albania  (2)
- Algeria  (1)
- Arabia Saudita  (1)
- Argentina  (1)
- Armenia  (5)
- Atleti Individuali Neutrali (5)
- Australia  (7)
- Austria  (1)
- Azerbaigian  (5)
- Bahrein  (2)
- Bangladesh  (1)
- Belgio  (1)
- Botswana  (1)
- Brasile  (3)
- Brunei  (2)
- Bulgaria  (3)
- Camerun  (4)
- Canada  (13)
- Cile  (2)
- Cina  (15)
- Colombia  (7)
- Corea del Nord  (13)
- Corea del Sud  (15)
- Croazia  (1)
- Cuba  (5)
- Ecuador  (6)
- Egitto  (6)
- Emirati Arabi Uniti  (5)
- Estonia  (1)
- Figi  (1)
- Filippine  (7)
- Finlandia  (2)
- Francia  (8)
- Georgia  (6)
- Germania  (6)
- Ghana  (1)
- Giamaica  (2)
- Giappone  (10)
- Giordania  (1)
- Grecia  (3)
- Guatemala  (2)
- Honduras  (3)
- India  (2)
- Indonesia  (11)
- Iran  (5)
- Iraq  (1)
- Irlanda  (4)
- Islanda  (1)
- Isole Marshall  (1)
- Isole Salomone  (2)
- Israele  (3)
- Italia  (6)
- Kazakistan  (6)
- Kenya  (2)
- Kirghizistan  (5)
- Kuwait  (6)
- Lettonia  (3)
- Libano  (2)
- Libia  (1)
- Lituania  (3)
- Madagascar  (2)
- Malaysia  (3)
- Malta  (2)
- Marocco  (3)
- Mauritius  (2)
- Messico  (11)
- Moldavia  (3)
- Mongolia  (4)
- Nauru  (1)
- Nepal  (1)
- Nigeria  (4)
- Norvegia  (2)
- Nuova Zelanda  (5)
- Oman  (2)
- Paesi Bassi  (2)
- Palestina  (1)
- Papua Nuova Guinea  (2)
- Perù  (4)
- Polonia  (3)
- Qatar  (1)
- Regno Unito  (5)
- Rep. Ceca  (1)
- Rep. Dominicana  (4)
- Romania  (4)
- Samoa  (4)
- Serbia  (1)
- Singapore  (3)
- Siria  (1)
- Slovacchia  (1)
- Spagna  (18)
- Sri Lanka  (3)
- Stati Uniti  (18)
- Sudafrica  (7)
- Svezia  (4)
- Svizzera  (1)
- Taipei cinese  (16)
- Thailandia  (18)
- Tonga  (1)
- Tunisia  (2)
- Turchia  (5)
- Turkmenistan  (11)
- Tuvalu  (1)
- Ucraina  (4)
- Uganda  (2)
- Ungheria  (2)
- Uzbekistan  (10)
- Vanuatu  (1)
- Venezuela  (7)
- Vietnam  (9)
- IWF Refugee Team (WRT)  (2)

## Risultati

### Categorie maschili
| Evento  | Oro                  | Oro    | Argento                | Argento | Bronzo                 | Bronzo |
| 55 kg   | 55 kg                | 55 kg  | 55 kg                  | 55 kg   | 55 kg                  | 55 kg  |
| ------- | -------------------- | ------ | ---------------------- | ------- | ---------------------- | ------ |
| Strappo | Lại Gia Thành        | 120 kg | Natthawat Chomchuen    | 119 kg  | Pang Un-chol           | 118 kg |
| Slancio | Pang Un-chol         | 152 kg | Natthawat Chomchuen    | 150 kg  | Lại Gia Thành          | 148 kg |
| Totale  | Pang Un-chol         | 270 kg | Natthawat Chomchuen    | 269 kg  | Lại Gia Thành          | 268 kg |
| 61 kg   |                      |        |                        |         |                        |        |
| Strappo | Li Fabin             | 146 kg | Eko Yuli Irawan        | 133 kg  | Nguyễn Trần Anh Tuấn   | 132 kg |
| Slancio | Hampton Morris       | 176 kg | Theerapong Silachai    | 171 kg  | Pak Myong-jin          | 170 kg |
| Totale  | Li Fabin             | 312 kg | Hampton Morris         | 303 kg  | Pak Myong-jin          | 301 kg |
| 67 kg   |                      |        |                        |         |                        |        |
| Strappo | Sergio Massidda      | 145 kg | Ri Won-ju              | 144 kg  | Mohammad Yasin         | 133 kg |
| Slancio | Ri Won-ju            | 189 kg | Ishimbek Muratbek Uulu | 172 kg  | Sergio Massidda        | 172 kg |
| Totale  | Ri Won-ju            | 333 kg | Sergio Massidda        | 317 kg  | Ishimbek Muratbek Uulu | 294 kg |
| 73 kg   |                      |        |                        |         |                        |        |
| Strappo | Shi Zhiyong          | 165 kg | Rizki Juniansyah       | 164 kg  | Rahmat Erwin Abdullah  | 160 kg |
| Slancio | Rizki Juniansyah     | 201 kg | Rahmat Erwin Abdullah  | 195 kg  | Bak Joo-hyo            | 195 kg |
| Totale  | Rizki Juniansyah     | 365 kg | Shi Zhiyong            | 356 kg  | Rahmat Erwin Abdullah  | 355 kg |
| 81 kg   |                      |        |                        |         |                        |        |
| Strappo | Ri Chong-song        | 166 kg | Maksat Meredow         | 146 kg  | Samuel Guertin         | 140 kg |
| Slancio | Ri Chong-song        | 200 kg | Maksat Meredow         | 182 kg  | Samuel Guertin         | 175 kg |
| Totale  | Ri Chong-song        | 366 kg | Maksat Meredow         | 328 kg  | Samuel Guertin         | 315 kg |
| 89 kg   |                      |        |                        |         |                        |        |
| Strappo | Yeison López         | 182 kg | Karlos Nasar           | 181 kg  | Li Dayin               | 173 kg |
| Slancio | Karlos Nasar         | 215 kg | Yeison López           | 210 kg  | Antonino Pizzolato     | 210 kg |
| Totale  | Karlos Nasar         | 396 kg | Yeison López           | 392 kg  | Li Dayin               | 383 kg |
| 96 kg   |                      |        |                        |         |                        |        |
| Strappo | Won Jong-beom        | 170 kg | Karim Abokahla         | 165 kg  | Braydon James Kennedy  | 165 kg |
| Slancio | Won Jong-beom        | 219 kg | Karim Abokahla         | 205 kg  | Braydon James Kennedy  | 193 kg |
| Totale  | Won Jong-beom        | 389 kg | Karim Abokahla         | 370 kg  | Braydon James Kennedy  | 358 kg |
| 102 kg  |                      |        |                        |         |                        |        |
| Strappo | Döwranbek Hasanbaýew | 187 kg | Lesman Paredes         | 186 kg  | Garik Karapetyan       | 185 kg |
| Slancio | Liu Huanhua          | 232 kg | Don Opeloge            | 221 kg  | Bekdoolot Rasulbekov   | 220 kg |
| Totale  | Liu Huanhua          | 413 kg | Garik Karapetyan       | 401 kg  | Jaŭhen Cichancoŭ       | 400 kg |
| 109 kg  |                      |        |                        |         |                        |        |
| Strappo | Akbar Djuraev        | 189 kg | Dadaş Dadaşbəyli       | 177 kg  | Sharofiddin Amriddinov | 170 kg |
| Slancio | Akbar Djuraev        | 227 kg | Dadaş Dadaşbəyli       | 211 kg  | Hernán Viera           | 210 kg |
| Totale  | Akbar Djuraev        | 416 kg | Dadaş Dadaşbəyli       | 388 kg  | Zaza Lomtadze          | 379 kg |
| +109 kg |                      |        |                        |         |                        |        |
| Strappo | Varazdat Lalayan     | 210 kg | Ali Davoudi            | 202 kg  | Ayat Sharifikelarijani | 201 kg |
| Slancio | Varazdat Lalayan     | 253 kg | Ali Davoudi            | 252 kg  | Ayat Sharifikelarijani | 246 kg |
| Totale  | Varazdat Lalayan     | 463 kg | Ali Davoudi            | 454 kg  | Ayat Sharifikelarijani | 447 kg |

### Categorie femminili
| Evento  | Oro               | Oro    | Argento                     | Argento | Bronzo                      | Bronzo |
| 45 kg   | 45 kg             | 45 kg  | 45 kg                       | 45 kg   | 45 kg                       | 45 kg  |
| ------- | ----------------- | ------ | --------------------------- | ------- | --------------------------- | ------ |
| Strappo | Won Hyon-sim      | 87 kg  | Khổng Mỹ Phượng             | 76 kg   | Sirivimon Pramongkhol       | 75 kg  |
| Slancio | Won Hyon-sim      | 109 kg | Sirivimon Pramongkhol       | 101 kg  | Khổng Mỹ Phượng             | 84 kg  |
| Totale  | Won Hyon-sim      | 196 kg | Sirivimon Pramongkhol       | 176 kg  | Khổng Mỹ Phượng             | 160 kg |
| 49 kg   |                   |        |                             |         |                             |        |
| Strappo | Hou Zhihui        | 97 kg  | Ri Song-gum                 | 97 kg   | Jiang Huihua                | 94 kg  |
| Slancio | Ri Song-gum       | 124 kg | Hou Zhihui                  | 120 kg  | Jiang Huihua                | 114 kg |
| Totale  | Ri Song-gum       | 221 kg | Hou Zhihui                  | 217 kg  | Jiang Huihua                | 208 kg |
| 55 kg   |                   |        |                             |         |                             |        |
| Strappo | Kang Hyon-gyong   | 103 kg | Mihaela Cambei              | 91 kg   | Josée Gallant               | 85 kg  |
| Slancio | Kang Hyon-gyong   | 131 kg | Bindyarani Devi Sorokhaibam | 113 kg  | Mihaela Cambei              | 110 kg |
| Totale  | Kang Hyon-gyong   | 234 kg | Mihaela Cambei              | 201 kg  | Bindyarani Devi Sorokhaibam | 196 kg |
| 59 kg   |                   |        |                             |         |                             |        |
| Strappo | Kim Il-gyong      | 108 kg | Luo Shifang                 | 108 kg  | Maude Charron               | 102 kg |
| Slancio | Luo Shifang       | 140 kg | Kim Il-gyong                | 132 kg  | Pei Xinyi                   | 130 kg |
| Totale  | Luo Shifang       | 248 kg | Kim Il-gyong                | 240 kg  | Maude Charron               | 236 kg |
| 64 kg   |                   |        |                             |         |                             |        |
| Strappo | Rim Un-sim        | 114 kg | Ri Suk                      | 108 kg  | Svitlana Samuliak           | 101 kg |
| Slancio | Rim Un-sim        | 144 kg | Ri Suk                      | 140 kg  | Svitlana Samuliak           | 120 kg |
| Totale  | Rim Un-sim        | 258 kg | Ri Suk                      | 248 kg  | Svitlana Samuliak           | 221 kg |
| 71 kg   |                   |        |                             |         |                             |        |
| Strappo | Olivia Reeves     | 118 kg | Song Kuk-Hyang              | 115 kg  | Liao Guifang                | 115 kg |
| Slancio | Olivia Reeves     | 150 kg | Liao Guifang                | 149 kg  | Song Kuk-Hyang              | 146 kg |
| Totale  | Olivia Reeves     | 268 kg | Liao Guifang                | 264 kg  | Song Kuk-Hyang              | 261 kg |
| 76 kg   |                   |        |                             |         |                             |        |
| Strappo | Marie Fegue       | 115 kg | Jong Chun-hui               | 114 kg  | Miyareth Mendoza            | 106 kg |
| Slancio | Jong Chun-hui     | 145 kg | Miyareth Mendoza            | 134 kg  | Shania Bedward              | 132 kg |
| Totale  | Jong Chun-hui     | 259 kg | Marie Fegue                 | 245 kg  | Miyareth Mendoza            | 240 kg |
| 81 kg   |                   |        |                             |         |                             |        |
| Strappo | Neisi Dajomes     | 123 kg | Wang Zhouyu                 | 120 kg  | Kim I-seul                  | 115 kg |
| Slancio | Eileen Cikamatana | 149 kg | Wang Zhouyu                 | 147 kg  | Neisi Dajomes               | 146 kg |
| Totale  | Neisi Dajomes     | 269 kg | Wang Zhouyu                 | 267 kg  | Eileen Cikamatana           | 263 kg |
| 87 kg   |                   |        |                             |         |                             |        |
| Strappo | Solfrid Koanda    | 123 kg | Kim Yong-ju                 | 113 kg  | Anastasiia Manievska        | 105 kg |
| Slancio | Solfrid Koanda    | 152 kg | Kim Yong-ju                 | 145 kg  | Anastasiia Manievska        | 129 kg |
| Totale  | Solfrid Koanda    | 275 kg | Kim Yong-ju                 | 258 kg  | Anastasiia Manievska        | 241 kg |
| +87 kg  |                   |        |                             |         |                             |        |
| Strappo | Li Wenwen         | 145 kg | Park Hye-jeong              | 130 kg  | Son Young-hee               | 122 kg |
| Slancio | Li Wenwen         | 180 kg | Park Hye-jeong              | 166 kg  | Son Young-hee               | 161 kg |
| Totale  | Li Wenwen         | 325 kg | Park Hye-jeong              | 296 kg  | Son Young-hee               | 283 kg |

## Medagliere

### Grandi (totale)
Riferito al totale dell'esercizio: 26 nazioni sono entrate nel medagliere.
| Posiz. | Nazione                     | Oro | Argento | Bronzo | Totale |
| ------ | --------------------------- | --- | ------- | ------ | ------ |
| 1      | Corea del Nord              | 8   | 3       | 2      | 13     |
| 2      | Cina                        | 4   | 4       | 2      | 10     |
| 3      | Corea del Sud               | 1   | 1       | 1      | 3      |
| 4      | Armenia                     | 1   | 1       | 0      | 2      |
| 4      | Stati Uniti                 | 1   | 1       | 0      | 2      |
| 6      | Indonesia                   | 1   | 0       | 1      | 2      |
| 7      | Bulgaria                    | 1   | 0       | 0      | 1      |
| 7      | Ecuador                     | 1   | 0       | 0      | 1      |
| 7      | Norvegia                    | 1   | 0       | 0      | 1      |
| 7      | Uzbekistan                  | 1   | 0       | 0      | 1      |
| 11     | Thailandia                  | 0   | 2       | 0      | 2      |
| 12     | Colombia                    | 0   | 1       | 1      | 2      |
| 12     | Iran                        | 0   | 1       | 1      | 2      |
| 14     | Azerbaigian                 | 0   | 1       | 0      | 1      |
| 14     | Egitto                      | 0   | 1       | 0      | 1      |
| 14     | Francia                     | 0   | 1       | 0      | 1      |
| 14     | Italia                      | 0   | 1       | 0      | 1      |
| 14     | Romania                     | 0   | 1       | 0      | 1      |
| 14     | Turkmenistan                | 0   | 1       | 0      | 1      |
| 20     | Canada                      | 0   | 0       | 3      | 3      |
| 21     | Ucraina                     | 0   | 0       | 2      | 2      |
| 21     | Vietnam                     | 0   | 0       | 2      | 2      |
| –      | Atleti Individuali Neutrali | 0   | 0       | 1      | 1      |
| 23     | Australia                   | 0   | 0       | 1      | 1      |
| 23     | Georgia                     | 0   | 0       | 1      | 1      |
| 23     | India                       | 0   | 0       | 1      | 1      |
| 23     | Kirghizistan                | 0   | 0       | 1      | 1      |
| Totale | Totale                      | 20  | 20      | 20     | 60     |

### Grandi (totale) e Piccole (Strappo e Slancio)
Riferito al totale dell'esercizio e delle due specialità: 29 nazioni sono entrate nel medagliere.
| Posiz. | Nazione                     | Oro | Argento | Bronzo | Totale |
| ------ | --------------------------- | --- | ------- | ------ | ------ |
| 1      | Corea del Nord              | 21  | 12      | 5      | 38     |
| 2      | Cina                        | 11  | 9       | 7      | 27     |
| 3      | Stati Uniti                 | 4   | 1       | 0      | 5      |
| 4      | Corea del Sud               | 3   | 3       | 5      | 11     |
| 5      | Armenia                     | 3   | 1       | 1      | 5      |
| 6      | Uzbekistan                  | 3   | 0       | 1      | 4      |
| 7      | Norvegia                    | 3   | 0       | 0      | 3      |
| 8      | Indonesia                   | 2   | 3       | 3      | 8      |
| 9      | Bulgaria                    | 2   | 1       | 0      | 3      |
| 10     | Ecuador                     | 2   | 0       | 1      | 3      |
| 11     | Colombia                    | 1   | 3       | 2      | 6      |
| 12     | Turkmenistan                | 1   | 3       | 0      | 4      |
| 13     | Vietnam                     | 1   | 1       | 5      | 7      |
| 14     | Italia                      | 1   | 1       | 2      | 4      |
| 15     | Francia                     | 1   | 1       | 0      | 2      |
| 16     | Australia                   | 1   | 0       | 1      | 2      |
| 17     | Thailandia                  | 0   | 6       | 1      | 7      |
| 18     | Iran                        | 0   | 3       | 3      | 6      |
| 19     | Azerbaigian                 | 0   | 3       | 0      | 3      |
| 19     | Egitto                      | 0   | 3       | 0      | 3      |
| 21     | Romania                     | 0   | 2       | 1      | 3      |
| 22     | Kirghizistan                | 0   | 1       | 2      | 3      |
| 23     | India                       | 0   | 1       | 1      | 2      |
| 24     | Bahrein                     | 0   | 1       | 0      | 1      |
| 24     | Samoa                       | 0   | 1       | 0      | 1      |
| 26     | Canada                      | 0   | 0       | 10     | 10     |
| 27     | Ucraina                     | 0   | 0       | 6      | 6      |
| –      | Atleti Individuali Neutrali | 0   | 0       | 1      | 1      |
| 28     | Georgia                     | 0   | 0       | 1      | 1      |
| 28     | Perù                        | 0   | 0       | 1      | 1      |
| Totale | Totale                      | 60  | 60      | 60     | 180    |

## Classifica a squadre

### Sistema di punteggio
Analogamente ai campionati mondiali, il sistema di punteggio è indicato dalla sommatoria dell'esercizio totale e delle due specialità in base allo schema adottato nel 1996: come da regolamento, le prime sei squadre classificate (maschili e femminili) si aggiudicano i trofei in palio.

### Categorie maschili
| Pos. | Squadra                | Punti |
| ---- | ---------------------- | ----- |
| 1    | Thailandia             | 408   |
| 2    | Turkmenistan           | 359   |
| 3    | Cina                   | 340   |
| 4    | Corea del Nord         | 310   |
| 5    | Taipei cinese          | 298   |
| 6    | Corea del Sud          | 282   |
| 7    | Indonesia              | 244   |
| 8    | Armenia                | 233   |
| 9    | Kirghizistan           | 219   |
| 10   | Canada                 | 218   |
| 11   | Iran                   | 212   |
| 12   | Georgia                | 193   |
| 13   | Azerbaigian            | 186   |
| 14   | Uzbekistan             | 181   |
| 15   | Sudafrica              | 180   |
| 16   | Kazakistan             | 179   |
| 17   | Vietnam                | 178   |
| 18   | Stati Uniti            | 162   |
| 19   | Colombia               | 143   |
| 20   | Italia                 | 142   |
| 21   | Samoa                  | 140   |
| 22   | Lettonia               | 138   |
| 23   | Messico                | 131   |
| 24   | Giamaica               | 120   |
| 25   | Giappone               | 119   |
| 26   | Cuba                   | 119   |
| 27   | Malaysia               | 107   |
| 28   | Perù                   | 105   |
| 29   | Kuwait                 | 84    |
| 30   | Bulgaria               | 81    |
| 31   | Egitto                 | 75    |
| 32   | Emirati Arabi Uniti    | 71    |
| 33   | Bahrein                | 69    |
| 34   | Sri Lanka              | 68    |
| 35   | Venezuela              | 67    |
| 36   | Filippine              | 66    |
| 37   | Algeria                | 62    |
| 38   | Iraq                   | 62    |
| 39   | Moldavia               | 61    |
| 40   | Turchia                | 59    |
| 41   | Timor Est              | 58    |
| 42   | Oman                   | 57    |
| 43   | Israele                | 56    |
| 44   | Germania               | 55    |
| 45   | Palestina              | 51    |
| 46   | Paesi Bassi            | 50    |
| 47   | Albania                | 48    |
| 48   | Tunisia                | 47    |
| 49   | Rep. Ceca              | 47    |
| 50   | Australia              | 47    |
| 51   | Papua Nuova Guinea     | 39    |
| 52   | Francia                | 31    |
| 53   | Figi                   | 30    |
| 54   | Libia                  | 29    |
| 55   | Uganda                 | 28    |
| 56   | Grecia                 | 27    |
| 57   | Nigeria                | 26    |
| 58   | IWF Refugee Team (WRT) | 22    |
| 59   | Guatemala              | 21    |
| 60   | Estonia                | 19    |
| 61   | Irlanda                | 17    |
| 62   | Nuova Zelanda          | 16    |
| 63   | Marocco                | 15    |
| 64   | Arabia Saudita         | 14    |
| 65   | Giordania              | 13    |
| 66   | Nepal                  | 11    |
| 67   | Singapore              | 11    |
| 68   | Tonga                  | 10    |
| 69   | Brunei                 | 8     |
| 70   | Lituania               | 8     |
| 71   | Regno Unito            | 6     |
| 72   | Tuvalu                 | 1     |
| —    | Ecuador                | 0     |
| —    | Botswana               | 0     |
| —    | Cile                   | 0     |
| —    | Spagna                 | 0     |
| —    | Ungheria               | 0     |
| —    | Madagascar             | 0     |
| —    | Polonia                | 0     |
| —    | Qatar                  | 0     |
| —    | Romania                | 0     |
| —    | Serbia                 | 0     |
| —    | Siria                  | 0     |

### Categorie femminili
| Pos. | Squadra                | Punti |
| ---- | ---------------------- | ----- |
| 1    | Corea del Nord         | 713   |
| 2    | Cina                   | 584   |
| 3    | Thailandia             | 463   |
| 4    | Taipei cinese          | 396   |
| 5    | Stati Uniti            | 371   |
| 6    | Corea del Sud          | 331   |
| 7    | Canada                 | 277   |
| 8    | Filippine              | 260   |
| 9    | Venezuela              | 232   |
| 10   | Ucraina                | 204   |
| 11   | Uzbekistan             | 204   |
| 12   | Vietnam                | 191   |
| 13   | Colombia               | 171   |
| 14   | Ecuador                | 139   |
| 15   | Indonesia              | 133   |
| 16   | Francia                | 129   |
| 17   | Romania                | 128   |
| 18   | Messico                | 121   |
| 19   | Rep. Dominicana        | 113   |
| 20   | India                  | 112   |
| 21   | Nuova Zelanda          | 110   |
| 22   | Nigeria                | 106   |
| 23   | Brasile                | 106   |
| 24   | Australia              | 100   |
| 25   | Kuwait                 | 99    |
| 26   | Singapore              | 99    |
| 27   | Giappone               | 97    |
| 28   | Norvegia               | 86    |
| 29   | Irlanda                | 75    |
| 30   | Estonia                | 65    |
| 31   | Mongolia               | 65    |
| 32   | Malta                  | 63    |
| 33   | Ungheria               | 62    |
| 34   | Azerbaigian            | 61    |
| 35   | Regno Unito            | 58    |
| 36   | Samoa                  | 55    |
| 37   | Libano                 | 55    |
| 38   | Kazakistan             | 54    |
| 39   | Isole Salomone         | 51    |
| 40   | Uganda                 | 51    |
| 41   | Islanda                | 49    |
| 42   | Croazia                | 48    |
| 43   | Cuba                   | 47    |
| 44   | Kenya                  | 47    |
| 45   | Italia                 | 47    |
| 46   | Sudafrica              | 46    |
| 47   | Austria                | 44    |
| 48   | Polonia                | 43    |
| 49   | Turkmenistan           | 42    |
| 50   | Brunei                 | 42    |
| 51   | Belgio                 | 41    |
| 52   | Moldavia               | 40    |
| 53   | Isole Marshall         | 40    |
| 54   | Guatemala              | 36    |
| 55   | Germania               | 30    |
| 56   | Finlandia              | 30    |
| 57   | Perù                   | 29    |
| 58   | Madagascar             | 23    |
| 59   | Papua Nuova Guinea     | 21    |
| 60   | Israele                | 21    |
| 61   | IWF Refugee Team (WRT) | 17    |
| 62   | Turchia                | 16    |
| 63   | Lituania               | 14    |
| 64   | Sri Lanka              | 13    |
| 65   | Cile                   | 12    |
| 66   | Paesi Bassi            | 8     |
| 67   | Marocco                | 5     |
| 68   | Vanuatu                | 3     |
| 69   | Nauru                  | 2     |
| 70   | Grecia                 | 1     |
| 71   | Mauritius              | 1     |
| —    | Argentina              | 0     |
| —    | Egitto                 | 0     |
| —    | Georgia                | 0     |
| —    | Svizzera               | 0     |
| —    | Slovacchia             | 0     |
| —    | Emirati Arabi Uniti    | 0     |